# 石坳乡
石坳乡，是中华人民共和国江西省九江市修水县下辖的一个乡镇级行政单位。

## 行政区划
石坳乡下辖以下地区：
余源村、黄源村、徐塅村、花门村、太平岭村、石坳村、水门村和青源村。